# Сиворакша білоброва
Сивора́кша білоброва (Coracias naevius) — вид сиворакшоподібних птахів родини сиворакшових (Coraciidae).

## Поширення
Вид поширений в Субсахарській Африці. Мешкає у сухих саванах з деревами або високими чагарниками.

## Опис
Птахи завдовжки 35—40 см, вагою 110—180 г. Оперення коричневого забарвлення з білою смугою над оком, білою плямою на потилиці та чорним хвостом.

## Спосіб життя
Живе у саванах. Трапляється поодинці, парами або групами до 20 птахів. Часто сидить на верхівках дерев та чагарників, звідки полює на комах, ящірок, скорпіонів, слимаків, дрібних птахів і гризунів. Гнізда облаштовує в дуплах дерев, термітниках, покинутих будинках. У гнізді 3—5 білих яєць. Насиджують обидва партнери по черзі. Інкубація триває 18 днів.